# Nina Fehr Düsel

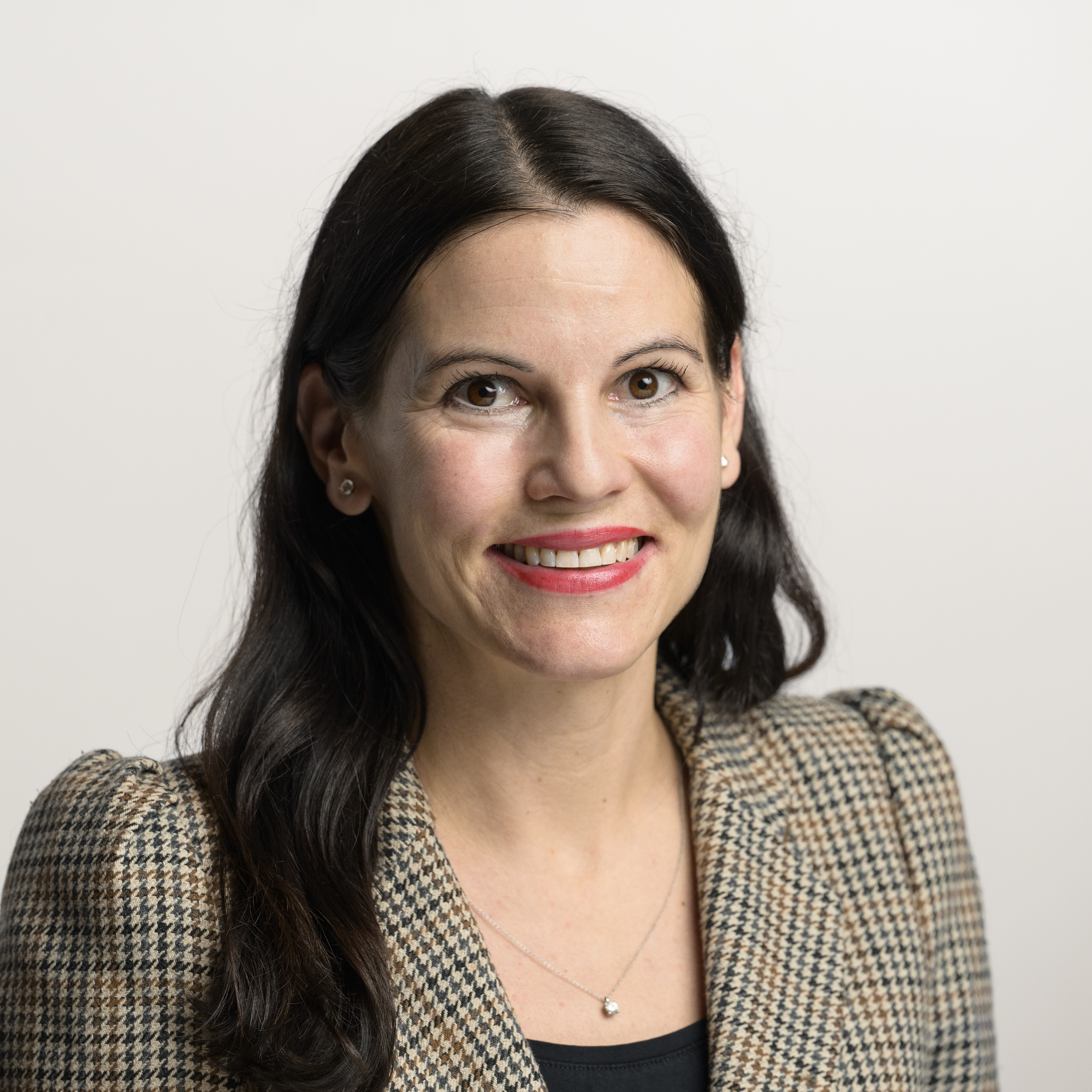
Nina Fehr Düsel (2023)

Nina Fehr Düsel (* 27. November 1980 als Ursina Anna Fehr in Bülach; heimatberechtigt in Zürich, Eglisau und Berg am Irchel) ist eine Schweizer Juristin und Politikerin (SVP). Seit 2023 ist sie Mitglied des Nationalrats.

## Leben
Bei den Parlamentswahlen 2023 erlangte Fehr Düsel, Tochter von alt SVP-Nationalrat Hans Fehr, einen Sitz im Nationalrat. Dort ist sie Mitglied in der Kommission für Rechtsfragen, der Begnadigungskommission und in der Immunitätskommission (Stellvertreterin). Die promovierte Juristin war von Ende November 2015 bis Dezember 2023 ferner Mitglied des Zürcher Kantonsrats im Wahlbezirk X Meilen. Von Mai 2014 bis November 2015 war sie Zürcher Gemeinderätin (Stadt Zürich Kreis 7, 8). 2014 kandidierte sie ohne Erfolg für den Zürcher Stadtrat und 2019 für den Nationalrat.
Fehr Düsel ist seit 2019 im Rechtsdienst (Mitglied des oberen Kaders) bei der Swiss Life tätig. Vorher hatte sie ab 2009 für die Zürich Versicherung gearbeitet. Frühere berufliche Tätigkeiten umfassten Praktika bei Anwaltskanzleien und Behörden sowie Anstellungen als Flight Attendant (inkl. Ausbildung) und als Journalistin.
Fehr Düsel absolvierte an den Universitäten Zürich, Lausanne und Paris X einen Lic. iur. in Rechtswissenschaften. Sie promovierte an der Universität Zürich als Dr. iur. in Versicherungsvertragsrecht. Ihre Dissertation schrieb sie zum Thema «Vorvertragliche Anzeigepflicht. Konsequenzen für den Versicherer» bei Moritz W. Kuhn und Korreferent Anton K. Schnyder.
Fehr Düsel ist seit 2014 mit Thomas Düsel, einem IT-Business Consultant, verheiratet, hat zwei Kinder (geboren 2015, 2016) und lebt in Küsnacht. Als Mutter und Politikerin wehrte sie sich während der Corona-Pandemie gegen Corona-Schutzmassnahmen für Kinder an Schulen.